# Norman Worker
Norman Worker, född 1927 i Bromley, Kent, död 5 februari 2005 i Brighton, var en brittisk serieförfattare.
Norman Workers första seriemanus var Blood on the Sand, som publicerades i IPCs War Picture Library där han sedan gjorde många serier. I slutet av 1960-talet började han skriva Helgonet för Semic Press tidning med samma namn, och kort därefter också Buffalo Bill.
1975 började Norman Worker skriva Fantomenäventyr, och det gjorde han resten av livet. Bland annat har nio av hans äventyr blivit utsedda till årets bästa. 1990 började han skriva Tybalt, som tecknades av Ian Kennedy, och Albatross, som tecknades av Alberto Salinas. Båda publicerades i Fantomentidningen.
Norman Worker var kusin till Peter O'Donnell.